# Ukrnafta
Ukrnafta (ukrainisch Укрнафта) ist ein ukrainisches Ölunternehmen mit Hauptsitz in Kiew. 
Ukrnafta bezeichnet sich selbst als größten Ölproduzenten der Ukraine und unterhält das größte Tankstellennetz des Landes. Der Hauptanteil des Unternehmens wurde bis November 2022 mit 50 % plus einer Aktie durch den Staatskonzern Naftohas gehalten. Die restlichen Anteile von Ukrnafta wurden frei an der Börse gehandelt.
Im November 2022 verstaatlichte die ukrainische Regierung den Konzern.

## Produktion
Im Jahr 2021 lag der Anteil des Unternehmens an der nationalen Öl- und Gaskondensat-Produktion bei 62,7 % und der Anteil an der Gasproduktion bei 5,8 %. Das Unternehmen fördert seine Produkte aus 1791 Ölquellen und 147 Gasquellen und betreibt 537 Tankstellen innerhalb der Ukraine.
Im Jahr 2021 lag das Produktionsvolumen von Erdöl und Kondensat bei 1.499.000 Tonnen, das von LPG bei 117.700 Tonnen und das von Erdgas bei 1.117 Millionen Kubikmetern.